# Brittany Phelan
Brittany Phelan (Sainte-Agathe-des-Monts, 24 de septiembre de 1991) es una deportista canadiense que compite en esquí, en las modalidades de esquí alpino y acrobático.
Participó en tres Juegos Olímpicos de Invierno, obteniendo una medalla de plata en Pyeongchang 2018, en el campo a través, el quinto lugar en Pekín 2022 (campo a través) y el decimoquinto en Sochi 2014 (eslalon alpino).

## Medallero internacional
| Juegos Olímpicos | Juegos Olímpicos            | Juegos Olímpicos | Juegos Olímpicos |
| Año              | Lugar                       | Medalla          | Prueba           |
| ---------------- | --------------------------- | ---------------- | ---------------- |
| 2018             | Pyeongchang (Corea del Sur) | Medalla de plata | Campo a través   |